# 19-й саміт G7

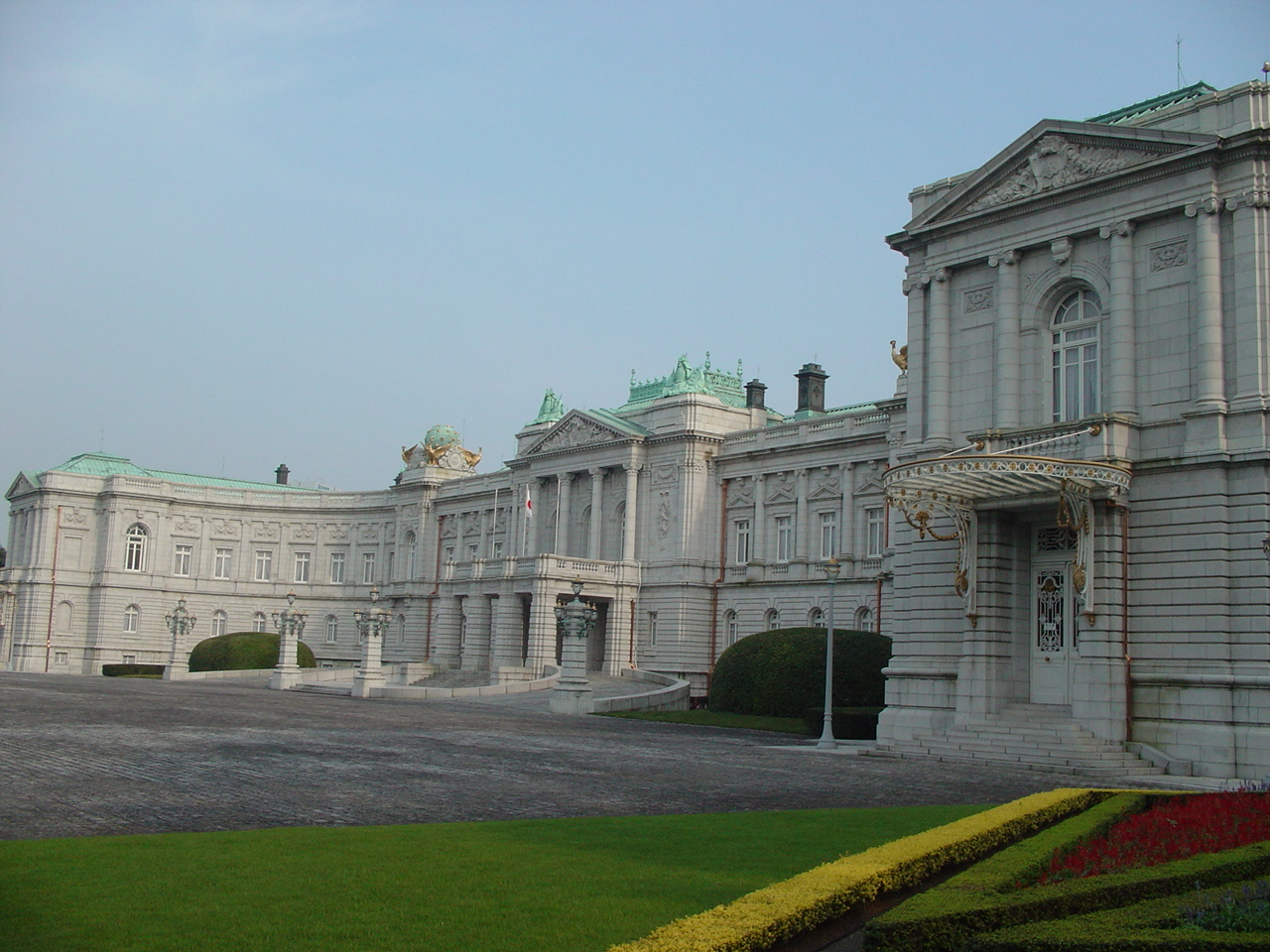

19-й саміт Великої сімки — зустріч на вищому рівні керівників держав Великої сімки, проходив 6-9 липня 1993 року в Токіо (Японія).

## Учасники
| Core G7 members   |                   |                      |                          |
| Учасник           | Учасник           | Представляє          | Посада                   |
| Канада            | Канада            | Кім Кемпбелл         | Прем'єр-міністр          |
| Франція           | Франція           | Франсуа Міттеран     | Президент                |
| Німеччина         | Німеччина         | Гельмут Коль         | Канцлер                  |
| Італія            | Італія            | Карло Адзеліо Чампі  | Прем'єр-міністр          |
| Японія            | Японія            | Міядзава Кійті       | Прем'єр-міністр          |
| Велика Британія   | Велика Британія   | Джон Мейджор         | Прем'єр-міністр          |
| США               | США               | Білл Клінтон         | Президент                |
| Європейський Союз | Європейський Союз | Геннінг Крістоферсен | Президент ЄС             |
| Європейський Союз | Європейський Союз | Жан-Люк Дегане       | Голова Європейської Ради |